# Oleksij Iwachnenko

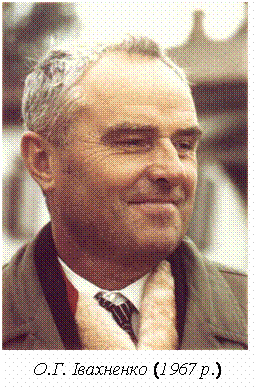
Oleksij Iwachnenko

Oleksij Hryhorowytsch Iwachnenko (ukrainisch Олексій Григорович Івахненко; russisch Алексей Григорьевич Ивахненко Alexei Grigorjewitsch Iwachnenko; * 17. Märzjul. / 30. März 1913greg. in Kobeljaky, Gouvernement Poltawa, Russisches Kaiserreich; † 16. Oktober 2007 in Kiew, Ukraine) war ein sowjetischer und ukrainischer Mathematiker. Er ist für die Entwicklung der Group method of data handling (GMHD) bekannt, einer Methode des induktiven statistischen Lernens, aufgrund derer er oftmals als „Vater des Deep Learnings“ bezeichnet wird. Die erste Veröffentlichung dazu erfolgte 1965 mit Walentin Grigorowitsch Lapa.
Iwachnenko absolvierte 1938 das Leningrader Elektrotechnische Institut und war ab 1945 Dozent am Kiewer Polytechnischen Institut. 1961 wurde er korrespondierendes Mitglied der Akademie der Wissenschaften der USSR und von 1964 an arbeitete er am Institut für Kybernetik der Akademie der Wissenschaften der USSR. 1991 wurde ihm der Staatspreis der UdSSR und 1997 der Staatspreis der Ukraine verliehen.